# Eupithecia circumdata
Eupithecia circumdata är en fjärilsart som beskrevs av Karl Dietze 1910. Eupithecia circumdata ingår i släktet Eupithecia och familjen mätare. Inga underarter finns listade i Catalogue of Life.